# Canthium suberosum
Canthium suberosum là một loài thực vật có hoa trong họ Thiến thảo. Loài này được Codd mô tả khoa học đầu tiên năm 1967.